# Герловска история
„Герловска история“ е български игрален филм (драма) от 1971 година на режисьора Гриша Островски, по сценарий на Атанас Славов. Оператор е Борислав Пунчев. Художник е Мони Аладжемов.
Музиката във филма е композирана от Георги Генков.

## Състав

### Актьорски състав
| Изпълнител         | Роля                    |
| ------------------ | ----------------------- |
| Йорданка Кузманова | вдовицата               |
| Юрий Яковлев       | бай Васил               |
| Васил Михайлов     | старшията               |
| Марин Младенов     | Кольо                   |
| Евстати Стратев    | старика                 |
| Петър Слабаков     | циганинът Танака        |
| Иван Несторов      | бай Петър „Чобана“      |
| Никола Анастасов   | мандраджията „Цвика“    |
| Тодор Щонов        | Борето                  |
| Димитър Манчев     | Стоян Семов - „Семката“ |
| Николай Узунов     | русолявият войник       |
| Божидар Лечев      | набитият войник         |
| Вера Дикова        | жената на Танака        |
| Льоли Попова       |                         |
| Мая Владигерова    |                         |
| Рашид Байрамов     |                         |
| Зоя Тумбева        |                         |
| Петя Миладинова    | Калинка                 |

### Творчески и технически екип
| Режисьор           | Гриша Островки                                                      |
| Сценарий           | Атанас Славов                                                       |
| Оператор           | Борислав Пунчев                                                     |
| Художник           | Мони Аладжемов                                                      |
| Костюми            | Мария Сотирова                                                      |
| Грим               | Таню Куков                                                          |
| Музика             | Георги Генков                                                       |
| Звук               | Митхен Андреев                                                      |
| Редактор           | Антон Дончев                                                        |
| Монтаж             | Илиана Михова                                                       |
| Асистент-режисьори | Екатерина Игнатова Дора Тодорова Цветана Янкова                     |
| Асистент-оператори | Красимир Костов Венцислав Иванов Борислав Борозанов                 |
| Фотограф           | Крум Костов                                                         |
| Директор           | Дончо Тодоров                                                       |
| Производство       | Българска кинематография Студия за игрални филми /Copyright © 1971/ |

## Награди
- Награда за мъжка роля на Васил Михайлов и Награда за операторска работа на Борислав Пунчев, Варна, 1971